# La Fábrica, Michoacán de Ocampo
La Fábrica är en ort i Mexiko.   Den ligger i kommunen Peribán och delstaten Michoacán de Ocampo, i den södra delen av landet, 300 km väster om huvudstaden Mexico City. La Fábrica ligger 1 876 meter över havet och antalet invånare är 106.
Terrängen runt La Fábrica är kuperad åt nordväst, men åt sydost är den bergig. Runt La Fábrica är det ganska tätbefolkat, med 54 invånare per kvadratkilometer. Närmaste större samhälle är Peribán de Ramos, 4,0 km väster om La Fábrica. I omgivningarna runt La Fábrica växer i huvudsak blandskog.